# AC-1

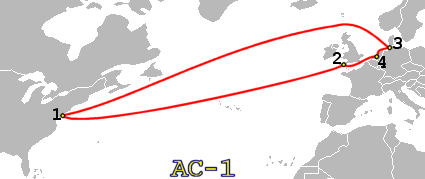
Cable óptico AC-1

El AC-1 (en inglés: Atlantic Crossing 1) es un sistema de cable de telecomunicaciones submarino óptico que enlaza los EE. UU. y tres países europeos. Transporta el tráfico de voz y datos entre los EE. UU., el Reino Unido, los Países Bajos y Alemania. Es uno de varios cables de comunicaciones transatlánticas existentes. Fue operado por la compañía estadounidense Level 3 Communications y la compañía irlandesa Tyco International, hasta sus respectivas fusiones en 2017 y 2016 con otras compañías.
Tiene puntos de amarre en:
1. Nueva York, Estados Unidos
2. Inglaterra, Reino Unido
3. Schleswig-Holstein, Alemania
4. Beverwijk, Países Bajos